# 托德·戴
托德·菲茨杰拉德·戴（英語：Todd Fitzgerald Day，1970年1月7日—），美国NBA联盟职业篮球运动员。他在1992年的NBA选秀中第1轮第8顺位被密尔沃基雄鹿选中。